# Championnat de république démocratique du Congo de football 2012
Navigation
Saison précédente Saison suivante
La saison 2012 du Championnat de république démocratique du Congo de football est la cinquante-cinquième édition de la première division en république démocratique du Congo, la Ligue Nationale de Football. La compétition rassemble les quatorze meilleures formations du pays, regroupées au sein d'une poule unique où elles s'affrontent deux fois, à domicile et à l'extérieur. À l'issue de la saison, les trois derniers du classement sont relégués et remplacés par les trois meilleures équipes de deuxième division, désignées grâce au tournoi de promotion.
C'est le TP Mazembe, tenant du titre, qui remporte à nouveau la compétition, après avoir terminé en tête du classement final, avec deux points d'avance sur l'AS Vita Club et neuf sur le DC Motema Pembe. Il s'agit du douzième titre de champion du club.
À la fin des matchs aller, la fédération décide d'annuler les trois dernières journées du championnat, qui ne compte donc plus que 23 journées.

## Compétition
Le barème de points servant à établir le classement se décompose ainsi :
- Victoire : 3 points
- Match nul : 1 point
- Défaite : 0 point

### Classement
| Rang | Équipe               | Pts | J  | G  | N | P  | Bp | Bc | Diff |
| ---- | -------------------- | --- | -- | -- | - | -- | -- | -- | ---- |
| 1    | TP MazembeT          | 64  | 23 | 21 | 1 | 1  | 65 | 6  | +59  |
| 2    | AS Vita Club         | 62  | 23 | 20 | 2 | 1  | 56 | 12 | +44  |
| 3    | DC Motema Pembe      | 55  | 23 | 18 | 1 | 4  | 42 | 6  | +36  |
| 4    | SM Sanga Balende     | 39  | 23 | 11 | 6 | 6  | 33 | 17 | +16  |
| 5    | TP Molunge           | 34  | 23 | 10 | 4 | 9  | 23 | 25 | -2   |
| 6    | TC Elima             | 33  | 23 | 10 | 3 | 10 | 25 | 28 | -3   |
| 7    | OC Muungano          | 32  | 23 | 9  | 5 | 9  | 26 | 26 | 0    |
| 8    | FC Saint Éloi Lupopo | 31  | 23 | 8  | 7 | 8  | 20 | 15 | +5   |
| 9    | DC Virunga           | 25  | 23 | 7  | 4 | 12 | 22 | 35 | -13  |
| 10   | US Tshinkunku        | 20  | 23 | 4  | 8 | 11 | 14 | 39 | -25  |
| 11   | CS Makiso            | 18  | 23 | 5  | 3 | 15 | 16 | 36 | -20  |
| 12   | AS Vutuka            | 16  | 23 | 4  | 4 | 15 | 9  | 42 | -33  |
| 13   | AS Saint-Luc         | 14  | 23 | 2  | 8 | 13 | 17 | 40 | -23  |
| 14   | FC Nkoy              | 12  | 23 | 4  | 0 | 19 | 10 | 51 | -41  |

|  | Qualification pour la Ligue des champions de la CAF 2013 |
|  | Qualification pour la Coupe de la confédération 2013     |
|  | Relégation en deuxième division                          |
|  | T : Tenant du titre                                      |

## Bilan de la saison
| Championnat de république démocratique du Congo de football 2012                             |                   |
| Champion                                                                                     | TP Mazembe        |
| Coupes et trophées                                                                           |                   |
| Vainqueur de la Coupe de république démocratique du Congo 2012                               | CS Don Bosco (D2) |
| Qualifications continentales                                                                 |                   |
| Ligue des champions de la CAF 2013                                                           | TP Mazembe        |
| Ligue des champions de la CAF 2013                                                           | AS Vita Club      |
| Coupe de la confédération 2013                                                               | DC Motema Pembe   |
| Coupe de la confédération 2013                                                               | CS Don Bosco      |
| Promotions et relégations                                                                    |                   |
| Promus en Linafoot                                                                           | Rojolu SC         |
| Promus en Linafoot                                                                           | CS Don Bosco      |
| Promus en Linafoot                                                                           | AS Dauphins Noirs |
| Relégués en Championnat de république démocratique du Congo de football de deuxième division | AS Vutuka         |
| Relégués en Championnat de république démocratique du Congo de football de deuxième division | AS Saint-Luc      |
| Relégués en Championnat de république démocratique du Congo de football de deuxième division | AC Nkoy           |